# Ecgwynn
Ecgwynn (... – dopo l'890) fu la prima moglie di Edoardo il Vecchio, madre di Atelstano d'Inghilterra e di una figlia che sposò Sitric Cáech (morto nel 927) re norvegese di Dublino, Irlanda e Northumbria. Della sua vita si sa poco o nulla tanto che ella sale all'onore delle cronache solo dopo la Conquista normanna dell'Inghilterra grazie alla penna del cronacotecario Guglielmo di Malmesbury che è il suo unico biografo.

## La vita oscura
Come si è detto della vita di Ecgwynn non si conosce, di fatto, molto. Quel che si sa è che fu la prima moglie di Edoardo il Vecchio e che il matrimonio fra i due probabilmente fu celebrato prima che egli salisse al trono nell'899. Secondo Guglielmo di Malmesbury quando Atelstano d'Inghilterra salì al trono nel 924 era circa trentenne e questo significa che la sua nascita vada collocata attorno all'894, in quegli anni Edoardo era già maggiorenne e certamente una delle sue priorità doveva essere quella di mettersi in grado di continuare la linea dinastica nata dal padre Alfredo il Grande.
L'adempimento dei doveri del matrimonio e della conseguente maternità fanno perdere le tracce di Ecgwynn, le fonti non la citano più, nonostante attorno a lei accadano due eventi piuttosto rilevanti. Secondo Guglielmo Atelstano venne mandato, su desiderio del nonno Alfredo, presso la corte della zia Ethelfleda, regina Mercia, perché crescesse con loro. Altro fatto, non meno importante, è che poco prima del 901 Edoardo si risposò con Elfleda, figlia dell'Ealdorman Æthelhelm,. Le spiegazioni possono essere diverse, la più semplice è che in quell'anno Ecgwynn fosse morta ed Edoardo fosse in cerca di una nuova sposa, l'altra è che si ritenesse che il suo primo matrimonio mancasse del peso politico necessario per sostenere la sua posizione di Re d'Inghilterra. Era anche possibile che le prime nozze di Edoardo fossero opera del padre e che, morto lui nell'899, il re e i suoi consiglieri abbiano creduto di dover battere altre vie.

## La figlia senza nome
La Cronaca anglosassone riporta che Atelstano diede in sposa la sorella, da alcuni chiamata Edith, a Sitric Cáech re di Dublino, Irlanda e Northumbria e che le nozze vennero celebrate presso la città merciana di Tamworth il 30 gennaio 926. Guglielmo annota che, benché la sposa fosse figlia di Ecgwynn, gli era impossibile stabilire il suo nome in base alle fonti a sua disposizione. Solo fonti posteriori offrono altre ipotesi, anche se il loro reale valore è tuttora incerto. Ruggero di Wendover e Matteo Paris, cronacotecari del XIII secolo, la identificano con Santa Edith, o Eadgyth, la quale, secondo un'antica lista di santi nota come Secgan venne sepolta presso il convento di Polesworth, non lontano da Tamworth. Altre fonti più tarde che attingono all'opera di Giovanni di Wallingford le danno il nome di Orgiue, e le attribuiscono la maternità di Amlaíb Cuarán. Tutte queste ipotesi hanno diviso gli storici, se taluni sposano l'idea che ella si chiamasse davvero Eadgyth, altri ritengono che sia improbabile che due figlie di Edoardo si chiamino con lo stesso nome e che questa Santa Edith o Eadgyth sia semplicemente un frutto dell'omonimia con un'altra donna.

## La dura successione del figlio
Del retroterra famigliare e dello status sociale di Ecgwynn non è dato sapere niente, il poco che c'è è tinto dai colori della controversia che sorsero attorno alla successione al trono di Atelstano, contestazione che si ebbe per mano di chi supportò i figli nati dal suo secondo matrimonio con Ælfflæd.
Guglielmo afferma che fu intenzione di Alfredo quella di proclamare suo nipote Atelstano come suo successore e formalizzò questo status durante una cerimonia in cui il ragazzo venne vestito di una cintura, una spada e un mantello. Forse fu per questo che Alfredo volle che il ragazzo venisse educato presso sua zia alla corte di Mercia. Esiste un acrostico scritto in latino attorno all'893-899 in cui il giovane Atelstano appare essere stato designato come futuro re e questo suggerisce che già allora si desse credito all'idea che egli avrebbe regnato dopo il nonno.
Come che sia andato, può darsi che Edoardo carezzasse altre idee dopo che la seconda moglie Ælfflæd partorì attorno al 904 Ethelweard che il 17 giugno 924 succedette al padre alla corona del Regno del Wessex mentre i merciani scelsero Atelstano come sovrano. Disgrazia volle che Ethelweard spirasse il 2 agosto dello stesso anno così che anche il Wessex finì nelle mani di Atelstano che ottenne in questo modo l'intero regno paterno.
La sua ascesa al trono del Wessex non fu comunque priva di resistenza tanto che la sua incoronazione fu spostata fino al 4 dicembre 925. Guglielmo attesta che un tale Alfredo a Winchester si oppose alla sua incoronazione poiché egli era il figlio bastardo di una concubina, un'affermazione che serviva gli interessi degli altri reali contendenti, specialmente quelli di Edwin (morto 933), l'ultimo dei figli di Ælfflæd ancora viventi. Per altro alcuni documenti redatti per un thegn (una sorta di ministro) portano la firma di Edwin a seguito di quella di Atelstano, segno che c'era comunque un certo riconoscimento dei suoi diritti ereditari.
Le circostanze della sua morte avvenuta nel 933 sembrano attestare che se c'era stato un qualche accordo pacifico fra loro era poi venuto a mancare, gli Annales Bertiniani annotano laconicamente che Edwin a causa di dissensi entro il suo regno aveva tentato di raggiungere il continente, ma era stato affondato da una tempesta.

## Moglie o amante?
Le fonti che Guglielmo consulta nel suo redigere la vita dei genitori di Atelstano riflette le posizioni che finiscono per polarizzarsi durante questi scontri dinastici. Per iniziare Guglielmo cita una delle fonti da lui preferite, un poema latino, probabilmente non coevo, in lode ad Atelstano, dove sua madre viene definita illustris femina (donna distinta). Anche Giovanni di Worcester segue il suo esempio e la chiama mulier nobilissima (donna di grande nobiltà).
Guglielmo riporta anche, benché disaccordi, la posizione di tale Alfredo e dei suoi sostenitori che ritenevano che Ecgwynn fosse una concubina. A partire dal XII secolo tali voci erano finite a pieno titolo nella tradizione popolare che aveva finito per identificarla come una concubina di basso rango, anche se di nobile apparenza. A questo proposito Guglielmo cita un aneddoto circa il concepimento di Atelstano che circolava sotto forma di canzonetta cui egli stesso dava poco credito. Un giorno Edoardo andò a trovare la sua antica nutrice e nei dintorni trovò una graziosa pastorella allevata come una nobile, dalla passione fra lui e la donna senza nome nacque Atelstano.
Questi racconti dal sapore calunnioso paiono essere nati apposta per favorire i figli di secondo letto di Edoardo, tuttavia vi sono prove che dimostrano come la differenza di status fra le prime due mogli di Edoardo era già stato un problema.
Una delle poche scrittrici donne del medioevo, Roswitha di Gandersheim, scrisse in latino, circa un secolo dopo la nascita di Atelstano, che Ecgwynn era di basso rango sociale rispetto ad Ælfflæd giacché sua figlia Eadgyth finì per sposare Ottone I di Sassonia. Roswtitha scrisse quest'opera quale lode per Ottone quindi si può supporre che per gli ascendenti di sua moglie possa essere stato usato un certo riguardo. D'altro canto se prendiamo per buono che Ecgwynn era ancora in vita al momento del secondo matrimonio del marito il peso politico della sua famiglia debba aver necessariamente influito sulle decisioni di Edoardo.